# Araneus abigeatus
Araneus abigeatus är en spindelart som beskrevs av Levi 1975. Araneus abigeatus ingår i släktet Araneus och familjen hjulspindlar. Inga underarter finns listade i Catalogue of Life.